# Gaius Sulpicius Galba (Konsul 22)
Gaius Sulpicius Galba († um 36 n. Chr.) war der Sohn des gleichnamigen Suffektkonsuls  5 v. Chr. und der ältere Bruder des späteren Kaisers Galba.
Über sein Leben ist, abgesehen von seinem ordentlichen Konsulat im Jahr 22 n. Chr., nur wenig bekannt. Sueton berichtet, dass er nach der Verschwendung seines Vermögens Rom verließ und sich im Jahr 36 n. Chr. um das Prokonsulat bewarb, um zu Geld zu kommen. Allerdings wurde er daran von Kaiser Tiberius gehindert, der gegen solche Statthalter, die nur auf die Vermehrung ihres Vermögens hinarbeiteten, vorging. Kurz darauf soll er Selbstmord begangen haben.

## Quelle
- Sueton: Galba. Ausführlichste antike Biographie aus der Sammlung der Kaiserbiographien von Caesar bis Domitian. Zahlreiche Ausgaben, beispielsweise mit deutscher Übersetzung in: Gaius Suetonius Tranquillus: Sämtliche erhaltene Werke. Magnus, Essen 2004, ISBN 3-88400-071-3, (lateinischer Text, englische Übersetzung).

| Personendaten    | Personendaten                                 |
| ---------------- | --------------------------------------------- |
| NAME             | Sulpicius Galba, Gaius                        |
| ALTERNATIVNAMEN  | Galba, Gaius Sulpicius; Gaius Sulpicius Galba |
| KURZBESCHREIBUNG | römischer Konsul                              |
| GEBURTSDATUM     | 1. Jahrhundert v. Chr.                        |
| STERBEDATUM      | um 36                                         |